# Kúthy József
Kúthy József, névváltozat: Kuthy (Agárd, 1849. január 23. (keresztelés) – Budapest, Ferencváros, 1921. május 8.) bölcseleti doktor, okleveles mérnök, szakíró, állami főreáliskolai igazgató és címzetes főigazgató.

## Életútja
Purger Ferenc nemtelen hajdú és Kuti Anna fiaként született. Atyja számadó volt a Nádasdy-uradalomban. Négy éves korában beült az agárdi iskola padjába. Anyja korai özvegységre jutván, a fiú nagyatyja házához került, aki Kápolnásnyéken, majd Velencén járatta iskolába. Az itt eltöltött gyermekévek mély hatással voltak reá, a Velencei-tó Vörösmarty Mihály emlékét hordozó vidékének képe bevésődött lelkébe. E gyermekkori benyomásoknak köszönhetően mindig szeretettel érdeklődött az irodalom és költészet alkotásai iránt is és idővel valóságos polihisztorrá vált, aki a tudásnak minden terén biztos tájékozottsággal mozgott. A székesfehérvári Vörösmarty-kultusznak ő lett egyik leglelkesebb képviselője. Fokozódott a Szózat írója iránt érzett lelkesedése, amikor ugyanabba a középiskolába került, melynek a költő is növendéke volt s melynek tanárai kegyelettel ápolták a nagy tanítvány tiszteletét. Középiskoláit a székesfehérvári főgimnáziumban végezte, iskolatársai Wekerle Sándor, Endrődi Sándor és Goldziher Ignác voltak. 1866-ban már Kúthy József volt a székesfehérvári főgimnázium ifjúságának szónoka a Vörösmarty-szobor leleplezésének ünnepén. Tehetségével, komolyságával és vasszorgalmával rövid idő alatt a legjelesebb tanulók sorába küzdötte fel magát s különösen mint szavaló sok elismerést aratott. Kisdiák korában nagybátyja, Kuthy Márton, később prépost kanonok, akkor főgimnáziumi tanár segítette; a felsőbb osztályokban már fenntartotta magát órák adásával.
1868-ban beiratkozott a műegyetemre, ott megnyerte a legkitűnőbb elsőéves műegyetemi hallgató részére kitűzött ösztöndíjat, majd mérnöki oklevelet szerzett. Szíve azonban az iskola felé vonzotta, ezért tanári képesítést is szerzett. 1872 októberében — miután közben a honvédtiszti kardbojtot is megszerezte — az a kitüntetés érte, hogy Engerth Vilmos, a technikai és díszítményi rajz tanára felkérte, vállaljon mellette asszisztensi állást. Mennyiségtant, ábrázoló geometriát, szabadkézi rajzot tanított, valamint egyházi és művészet tanár volt. Purger családi nevét 1874-ben Kúthyra változtatta. 1875-ig működött mint tanársegéd a budapesti műegyetemen. Azonban 1875 áprilisában otthagyta ezen pozícióját, hogy Zenta város iskoláinak igazgatója legyen. Új minőségében nagyarányú és hasznos tevékenységet fejtett ki, melynek legkiemelkedőbb mozzanata a városi gimnázium megnyitása volt 1876-ban. 12 éven át, 1875-től 1887-ig a zentai községi gimnázium igazgatója. 1887. szeptember 20-tól a székesfehérvári állami főreáliskola igazgatója volt, működése alatt az intézmény a ciszterci gimnáziummal egyenrangú színvonalúvá emelkedett. Még Zentán megszerezte a diplomát matematikából és csillagászattanból és ettől fogva a katonai szolgálatától eltekintve (a honvédség tartalékos főhadnagya volt), egész életét a tanításnak és Székesfehérvár közügyeinek szentelte. Két évtized után, 1906-ban nyugalomba vonult, november 8-án tartott búcsúünnepély keretében az ifjúság részéről Schwanner Jenő VIII. osztályos tanuló beszélt, a tanári kar nevében pedig az új igazgató, Kelemen Béla búcsúzott tőle, aki egyben a sógora is volt felesége révén. 
Nyugdíjas éveit is tevékenyen töltötte: elnöke volt Székesfehérvár város iskolaszékének, tiszteletbeli városi tanácsos és kezelte a székesfehérvári káptalan kegyes alapítványait. Székesfehérvár királyi város törvényhatósági bizottságának tagja volt. 1921. május 8-án hunyt el, feleségét, Gőbel Teréziát és nyolc gyermekét hagyva hátra. Neje Gőbel Teréz (Isztimér, 1867. február 25.–Székesfehérvár, 1951. november 25.), akinek a szülei Gőbel János György (1835–1903) tanító, Székesfehérvár szabad királyi város polgári-, ipari- és elemi-iskolák központi igazgatója, a fejérmegyei tanítóegyesület tiszteletbeli elnöke, az arany érdemkereszt tulajdonosa, és Krencz Katalin (1839–1920) voltak.
Cikkei a Néptanítók Lapjában (1877. A földrajz tanítása a teljes elemi népiskolákban, 1878. A mértan tanítása az elemi népiskolában); a zentai római katolikus gimnázium Értesítőjében (1879. Tanügyi viszonyainkról.); a Nemzetben (1890. 11. sz. A csillagok világából); a székesfejérvári főreáliskola Értesítőjében (1893. Természettudomány és költészet, ugyanez a Székesfejérvár és Vidékében is, 10., 12. sz. A természettudományok haladásáról, 1896. Ünnepi beszéd, A középiskolai rajztanítás mint a művészeti nevelés eszköze); írt még az Országos Középiskolai Tanáregylet Közlönyébe és a Nemzeti Iskolába.

## Emlékezete
Székesfehérváron utcát neveztek el róla: Kuthy József (később Fürst Sándor, ma Károly János) utca.

## Munkái
- Két algebrai egyenlet-resultansáról. A kiküszöbölési módszerek történeti ismertetése. Budapest, 1880.
- Tudomány és tanítás. Paedagogiai értekezés. Székesfehérvár, 1892.